# Myotis frater
Myotis frater (Allen, 1923) è un pipistrello della famiglia dei Vespertilionidi diffuso in Asia orientale.

## Descrizione

### Dimensioni
Pipistrello di piccole dimensioni, con la lunghezza della testa e del corpo tra 43 e 57 mm, la lunghezza dell'avambraccio tra 36 e 42 mm, la lunghezza della coda tra 38 e 47 mm, la lunghezza del piede tra 7 e 12 mm, circa il 55,7% della tibia e la lunghezza delle orecchie tra 11 e 14 mm.

### Aspetto
La pelliccia è soffice e lanosa. Le parti dorsali sono bruno-grigiastre, mentre le parti ventrali sono biancastre. Il muso è largo, con delle masse ghiandolari sui lati. Le orecchie sono relativamente corte, strette e con un antitrago piccolo e spatolato. Il trago è lungo più della metà del padiglione auricolare e con l'estremità leggermente curvata in avanti. Le membrane alari sono ampie e attaccate posteriormente alla base dell'alluce. I piedi sono piccoli. La coda è lunga ed inclusa completamente nell'ampio uropatagio, nella sottospecie M.f.longicaudatus è più lunga della testa e del corpo. Il calcar è sottile e con un piccolo lobo di rinforzo. Il cariotipo è 2n=44 FNa=52.

## Biologia

### Comportamento
Si rifugia nelle cavità degli alberi e talvolta in gruppi fino a 100 individui all'interno di edifici. Una colonia è stata osservata anche all'interno di una grotta.

### Alimentazione
Si nutre di insetti.

## Distribuzione e habitat
Questa specie è diffusa in maniera frammentaria in Russia orientale, Cina, Penisola coreana e Giappone.

## Tassonomia
Sono state riconosciute 4 sottospecie:
- M.f.frater: Province cinesi del Fujian, Jiangxi, Sichuan, Anhui;
- M.f.eniseensis (Tsytsulina & Strelkov, 2001): Russia orientale, territorio di Krasnojarsk e del lago Bajkal;
- M.f.kaguyae (Imaizumi, 1956): Honshū, Hokkaidō;
- M.f.longicaudatus (Ognev, 1927): Penisola coreana, Siberia meridionale, province cinesi della Mongolia interna e Heilongjiang.

Quest'ultima potrebbe essere una specie distinta.

## Conservazione
La IUCN Red List, nonostante abbia un vasto areale, seppur frammentato,   a causa delle poche informazioni disponibili sullo stato della popolazione e sulle minacce, classifica M.frater come specie con dati insufficienti (DD).